# Kés
A kés mindennapi használati eszköz, melynek két lehetséges alkalmazási területe a vágás és szúrás. A kés szavunk az ótörök kes- (vágás) ige rokona, a prototörök *kes- leszármazottja. A finnugor rokonságot a hanti keszi és a manysi keze szavak alapján rekonstruált *kecse szóban vélik megtalálni.

## Felépítése

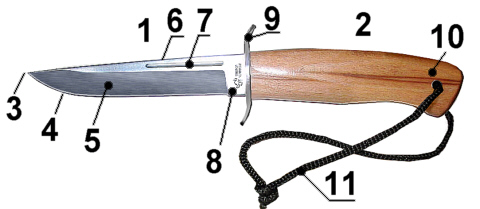
A kés részletes felépítése

- Penge: a tulajdonképpeni munkát végzi. A két párhuzamos síkját pengelapoknak hívják.
- Pengecsúcs (hegy): a penge markolattól legtávolabbi, elvékonyodó része. Többféle kialakítása lehet, pl. ásó vagy levél alakú, stb. Nem minden késnek van hegye.
- Pengetükör (tálung, ricasso): a pengelap köszörületlen része. A markolat kezdete és az él kezdete között helyezkedik el. (A képen 8-as számmal.)
- Pengehas: a penge vágási irányába kidomborodó (vagy egyenes), fokozatosan elkeskenyedő rész. Általában ezen van a kés éle.
- Él: a penge köszörült része (egyes késeken ezt fűrészfogazat helyettesíti, illetve néha fogazat és él is van egymástól függetlenül.) Létezik ún. fokél is, ez a penge hátának csúcshoz közeli harmadán helyezkedik el, és a szúrást könnyíti meg. Az él kialakítása lehet konvex (kétoldalról köszörült) vagy konkáv (egyoldalról köszörült).
- Gerinc (vagy hát): a penge azon oldala, melyen vágóél nem található. Léteznek kétélű kések is.
- Fok: a gerinc széle, mely az éllel átellenesen helyezkedik el. A penge vastagsága általában itt a legnagyobb.
- Markolattüske: a penge azon elvékonyodó része, mely a markolat anyagában rejtve található (jellemzően a markolat nagyobb részén végigfut).
- Markolat (vagy nyél): a kés tartását segíti elő. A hasán gyakran ujjbarázdák vannak. Állhat egy vagy több részből. Felerősítése többféle módszerrel történhet: jellemzően két oldalról a markolattüskére szegecselik, vagy pedig egy tömbből faragják (öntik) ki, és a markolattüskét beleragasztják. A markolat változatos alapanyagokból készülhet: fa, műanyag, szaru, feltekert bőrszíjak stb.
- Ujjvédő (vagy kézvédő): a markolat és a penge határán található. Megakadályozza, hogy pl. szúrás közben megsérüljön a kéz, illetve megvédi a markolat anyagát az ütésektől. Egyes késeken csak egy rátét, mely a markolat profiljából nem emelkedik ki számottevően. Ilyenkor bakni a neve. Általában fémből készül.

## Anyaga
A modern kések pengéjének alapanyaga szinte minden esetben acél.
A markolat elkészítéséhez használt anyagok listája sokkal bővebb. A leggyakoribb, és legegyszerűbb választás a műanyag, más kések egyetlen fémdarabból vannak megmunkálva. Hagyományos késeken gyakran találunk fa-, agancs-, vagy csontmarkolatot.
A markolat leggyakoribb alapanyagai:
- bőr: jó tapadást biztosít nedvesen is, tapintása meleg hatású, de a cserzett bőr idővel változtatja a tulajdonságait, öregszik, oxidálhatja a fémet. Egzotikus változatai cápa-, vagy rájabőrből is készülhetnek, melyek különlegesen durva felülete még inkább elősegíti a biztos fogást.
- csont, szaru: kemény, felülete típustól és kikészítéstől függően változó. Leggyakrabban vadászkéseken, vagy díszkéseken alkalmazzák.
- lakkozott fa: közkedvelt választás, főként keményfa alapanyagból készül, tapintása meleg, tapadása megfelelő, bár a lakkozás miatt kissé csúszós.
- fém: nagyon erős, ellenálló választás, a felülete rengetegféleképpen kiképezhető, könnyen kialakítható rajta a megfelelő tapadási felület. Hátránya, hogy a legtöbb fém tapintása hideg, ez télen, vagy nagy melegben kellemetlen. A többi alapanyaghoz képest nagy fajsúlya miatt gyakran úgynevezett csontváz formában – könnyítő furatokkal készítik.
- gumi: legtöbb tulajdonságában hasonlít a műanyagra, de annál jobb tapadású, puhább, de éppen ezért sérülésekre, karcolásokra érzékenyebb.
- műanyag: napjaink leggyakoribb választása, viszonylag kemény, meleg tapintású anyag, felülete elkészítésfüggő.

## Típusai
A késnek két fő típusa van: nyitható és fixpengés kések.
A fixpengés kések – felépítésükből adódóan – megbízhatóbbak, és nagyobb terhelés elviselésére képesek. A penge anyaga a markolat egész hosszán, vagy legalább nagy részén végighúzódik, ezt nevezzük markolattüskének. Ezáltal a tulajdonképpeni munkát végző alegység egyetlen homogén tömböt alkot.
A zsebkések vagy bicskák a praktikusabb tárolás érdekében összecsukhatók, ennek elősegítése érdekében nem rendelkeznek markolattüskével. A penge és a markolat teljesen különálló részegységet alkot, amit egy, vagy bizonyos esetekben két tengely kapcsol egymáshoz.
Olyan zsebkések is léteznek, amelyek pengéje egy rugós mechanizmus segítségével a markolatba visszahúzhatók, ezek a rúgós kések. Ennek egyik altípusa a „francia kés”, amely a pengét nem csak kilöki magából, hanem azt ki is tudja lőni, mint egy nyilat.

## Nyitható pengés kések típusai
- automata kések (rugós kések): a penge nyitását, egyes változatoknál a zárást is, egy rugó (típustól függően spirál- vagy laprugó) végzi, amely gombnyomásra lép működésbe.
- félautomata kések: a penge nyitását kézzel kell megkezdeni, majd a műveletet a rugó fejezi be.
- egykezesek: a pengén elhelyezett vágat, vagy kitüremkedés segítségével a kés egyetlen (általában csak a jobb) kéz hüvelykujjának használatával nyitható. Zárásukhoz általában, de nem kötelezően két kéz szükséges – a keresztzáras késeknél azonban mind a nyitás, mind a zárás egy kézzel történik.
- pillangó kések (balisong): a markolat két részből áll, zárt állapotban egyik az él felől, másik a penge háta felől kagylószerűen takarja azt. Nyitáskor mindkét markolatszár félkörívet rajzolva záródik egymás mellé a penge meghosszabbításaként, annak markolatát alkotva.
- klasszikus nyitható pengés kések: a nyitáshoz két kezet igénylő kések, a penge hátán általában, de nem mindig található egy keskeny, sekély vágat a bal kéz hüvelykujjkörmének beakasztására. Zárszerkezete gyakorlatilag bármilyen lehet, jellemzően (eltekintve a balisongtól, illetve egyedi esetektől) ennek a variációnak a legstabilabb a zárása.

## Pengetípusok

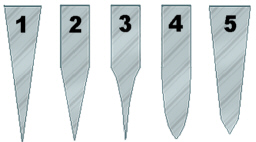
pengék keresztmetszete

Pengék alakja. Az él pirossal van jelölve.

A pengék két típusát – sima és fogazott – különböztetjük meg az élprofil alapján.
Ha a kés megszakítatlan, egyenletesre élezett vágófelülettel rendelkezik, sima élről beszélünk. Ez általában a penge tengelyére merőleges, vagy ahhoz közeli irányú vágások esetén használatos, ebben a munkában teljesít a legjobban. Az él nekifeszül a vágandó anyagnak, kissé szétválasztja, majd a penge teste szétfeszíti azt. Ez a fajta élezés, és késhasználat akkor előnyös, ha a pengénél jóval puhább anyaggal dolgozunk. Végeredményül sima, tiszta vágási felületet kapunk, az ilyen késsel ejtett seb gyorsan gyógyul.
A másik, manapság divatos éltípus a fogazott penge. Az ilyen késeken néhány milliméteres apró csúcsok – fogak – és homorú mélyedések váltják egymást. Fűrészelő mozdulatot végezve a sima pengéénél nagyobb hatékonysággal vágja át magát a legtöbb anyagon. A fogak belemarnak a megcélzott felületbe, kitépnek némi anyagot, helyet csinálva ezáltal a penge behatolásához. További előnye a sima pengével szemben, hogy kevesebb ápolást, élesítést igényel, kopása viszonylag kevéssé befolyásolja vágási képességeit. Az ilyen késeket gyakran tüntetik fel "örökélűként". Hátránya, hogy az így kapott vágási felület durva, tépett szélű. Aprólékos, pontos munka nehezen végezhető az ilyen késsel. Ezen a területen komoly hátrányba kerül a sima pengével szemben. További problémát jelent az élesítés. Bár ennél a típusnál viszonylag ritkán van szükség rá, csak speciális, az adott mintázathoz készített kővel, vagy élesítő szerszámmal végezhető el.
Harmadik típusként kezelhetjük a részben fogazott pengéket. Ezek élének egyik szakasza sima, a másik fogazott (általában a markolathoz közelebb eső szakasz). Sajnos ez a típus legalább oly mértékben örökli mindkét típus hátrányait, mint előnyeit. Az igazán hatékony fűrészeléshez túl rövid a fogazott felület, az aprólékos munkavégzéshez pedig a sima penge elhelyezése nem megfelelő. A finom faragáshoz előnyösebb, amikor a sima él kerül a markolat közelébe, ahol a kés a legjobban koordinálható. Azonban ezzel a választással elveszik a sima él szempontjából előnyös pengehajlat kihasználásának lehetősége, ahol az a legnagyobb hatásfokkal dolgozik, míg a fogazott élezés számára nem jelent számottevő különbséget a penge hajlítottsága.
Negyedik a mikrofogazású él. Ebben az esetben a fogak mérete nagyon apró, de nem a fűrészelést segíti (arra a hagyományos fogazású hatékony), hanem a szelési képességet javítja nagyban. A fogazat javítása szinte lehetetlen, de mivel a mikrofogazás egyenértékű egy nagyon durva koronggal/kővel létrehozott éllel, így újraélezhető hasonló durvaságú koronggal/kővel, ilyenkor a csiszolási iránynak az élprofilra merőlegesnek kell lennie.
A penge alakjának főbb típusai:
Alapelvek: a hegy minél közelebb helyezkedik el a kés hossztengelyéhez, annál pontosabb a szúrás, ezzel szemben a vágóél hosszának értelemszerűen a hegy vágásiránnyal ellentétes oldalra való eltolása kedvez.
- tőrhegy: a penge szimmetrikus, mindkét oldala élezett, ezért főleg merev pengéjű késeken alkalmazzák, inkább harcra, mint munkára való. A hegy a kés hossztengelyén helyezkedik el, ami ideálissá teszi szúráshoz, s egyúttal megrövidíti a vágóél hosszát. Hátránya, hogy egy azonos vastagságú, egyélű pengénél vagy tompább és kicsivel gyengébb, vagy ugyanolyan éles, de jóval gyengébb.
- „konyhakés”: a hegy a háton van, az él felfutása jellemzően íves. Szúrása pontatlan, hétköznapi munkavégzésre azonban az egyik legjobb forma ellenálló képessége miatt.
- letörő hegy: a hegy a hossztengelynél valamivel feljebb található, az él jellemzően ívesen fut fel, a hát lefutása egyenes vagy nagyon enyhén domború. A hát lefutása lehet élezett, felköszörült vagy felköszörülhetetlen.
- kivágott hegy: ugyanaz, mint az előző, de a hát lefutása homorú, általában, de nem kötelezően élezett.
- íves hegy: a hegy a pengehát fölött helyezkedik el, így az élhossz jóval nagyobb, mint más esetekben. Egyenes szúrásra szinte teljesen alkalmatlan, íves szúrás során azonban pontossága jó.
- vésőhegy: nem valódi hegyforma, a hegy ez esetben egy hossztengelyre merőleges rövid élszakasz. Általában búvárkések sajátossága.
- birkaláb: a „konyhakés” ellentéte, a hegy az élen van, így nagyon erős. Szúrása pontatlan, a lefutó tompa hát jellemzően az él irányába tolja a pengét a sebben.
- kampós hegy: a hegy az él alatt van. Klasszikus szúrásra szinte teljesen alkalmatlan, csakúgy, mint a legtöbb munkafeladatra. Kedvelt forma önvédelmi kések esetében, mivel szélsőségesen mély sebet ejt vágás során. Jelentős hátránya, hogy amennyiben nincs borotvaélesre fenve, vastagabb ruházatban elakadhat.

## Speciális kések
Az étkészlet késein felül, a konyha igényel néhány speciális méretű, formájú kést is. A megfelelő kiválasztásával megkönnyítik a konyhai munkát.
- Zsebkés (a nyelvújítás előtt bicska): összehajtható és a ruházatban elrakható kisméretű kés.
- Kenyérvágó kés: nagy méretű, (fűrészfogas), hosszú, vékonyabb pengéjű kés.
- Szeletelő kés: nagy méretű, sima, nem recés élű, hosszú vastagabb pengéjű kés.
- Sajtkés: a kés közepe általában lyukas, vagy hornyolt, hogy a sajt ne tapadjon hozzá vágás közben.
- Sajtszelő: a pengét a sajtra fektetve húzva vág szép szeleteket a sajtból.
- Csontozó kés: közepes méretű, erős, hegyes, keskeny pengéjű kés.
- Filéző kés: közepes méretű, éles és hajlékony kés, halak filézésére alkalmas
- Zöldség szeletelő kés: kis méretű, vékony pengéjű kés.
- Hámozó kések: kis méretű, vékony pengéjű kés, vagy külön erre a célra kialakított hámozó és formázó, kiszúró "kések".
- Kerámiakés
- Húsvágó bárd: széles, nehéz bárd, csontos húsok darabolására.
- Tojásszeletelő: A tojást késsel nehéz úgy vágni, hogy a tojás sárgája is a helyén maradjon. A tojásszelőben több vékony fémszál vágja a tojást szeletekre.

A kereskedelemben kaphatók olyan hámozó-"kések", amelyek inkább a férfiak borotvájához hasonlíthatók. Ezeket alma, krumpli, karalábé, vagy vastagabb zöldségek hámozásához használják. Némelyeken kiszúró, vagy vájó funkció is található, ami pl.: almahámozás után a magház kiszúrását teszi lehetővé. A zöldségfélék szeleteléséhez is nagyon sokféle, általában műanyag szeletelők, vágók szerezhetők be.